# Циолковский (лунный кратер)
Циолко́вский — кратер на обратной стороне Луны. Диаметр — около 185 км. Расположен в южном полушарии к западу от кратера Гагарин, северо-востоку от кратера Милн, севернее кратера Уотермен и северо-северо-восточнее кратера Неуймин. Один из самых заметных кратеров обратной стороны Луны.

## Исследование и наименование
Обратная сторона Луны впервые была сфотографирована советской автоматической станцией «Луна-3» в 1959 году. Для этого станции потребовалось облететь вокруг Луны, а затем передать снимки по радио, используя примерно такое же устройство, как в современных факс-аппаратах — изображение автоматически делилось на точки различной яркости, которые выстраивались строка за строкой. Полученные более полувека назад снимки не отличались большой чёткостью, но две тёмные детали выделялись на них очень хорошо. Они резко контрастировали со светлой местностью, занимающей практически всю обратную сторону Луны. Наиболее крупную из них назвали Море Москвы, а ту, что поменьше, — Циолковский. Своё имя кратер получил в честь калужского учителя физики и математики Константина Эдуардовича Циолковского, ставшего основоположником теории межпланетных сообщений. Название утверждено Международным астрономическим союзом в 1961 году.

## Описание

Центральная горка кратера Циолковский, снятая КА LRO в ноябре 2013 года (вид с запада на восток). Ширина снимка около 25 км

Среди десятков тысяч лунных кратеров Циолковский — один из самых эффектных: он обладает высокими террасами и чётким внешним валом. Дно кратера очень тёмное, так как внутри него расположено озеро застывшей чёрной лавы, в центре которого ярким пятном выделяется центральная горка, встречающаяся в большинстве крупных ударных кратеров.
На обратной стороне Луны нет обширных тёмных равнин — лунных морей, поскольку из-за приливных сил кора там почти вдвое толще, чем на видимой стороне, и магме было трудно пробиться из недр на поверхность, однако, в районе кратера Циолковский толщина лунной коры особенно велика и достигает рекордной величины — 75 километров, поэтому следует думать, что удар метеорита, сформировавшего этот кратер, был особенно сильным. Вероятно, метеорит врезался в лунную поверхность на очень высокой скорости, и трещины под кратером проникли чрезвычайно глубоко в лунные недра, достигнув слоя магмы. Оттуда базальтовый расплав излился на поверхность и наполовину затопил чашу кратера, образовав после застывания чёрную равнину, на которой центральная горка похожа на остров с обрывистыми берегами. При этом весь кратер приобрёл облик тёмного глаза со светлым зрачком.
Кратер Циолковский, 184 километров в диаметре, служит отличным ориентиром на лунных картах и при полётах вокруг Луны космических аппаратов. Планировалось даже, что именно там высадятся астронавты Аполлона-17, но, поскольку кратер расположен на обратной стороне Луны, эту затею признали слишком рискованной. В результате высадка произошла совсем в другом месте, на юго-восточном краю Моря Ясности в долине Таурус-Литров.

## Сателлитные кратеры

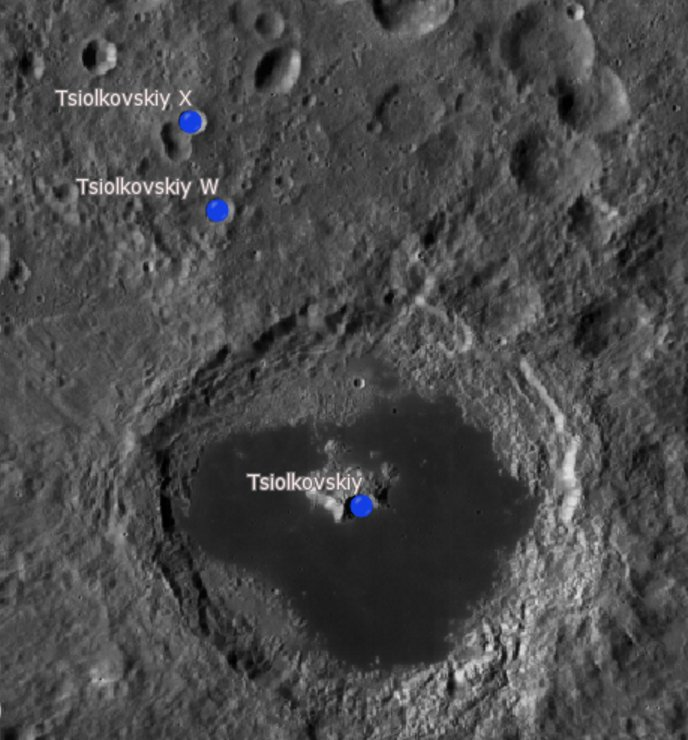
Карта

| Циолковский | Координаты                                              | Диаметр, км |
| ----------- | ------------------------------------------------------- | ----------- |
| W           | 16°02′ ю. ш. 126°52′ в. д. / 16,04° ю. ш. 126,87° в. д. | 12,1        |
| X           | 14°43′ ю. ш. 126°28′ в. д. / 14,72° ю. ш. 126,47° в. д. | 12,1        |